# Odontocolon pullum
Odontocolon pullum là một loài tò vò trong họ Ichneumonidae.